# Caladeniinae
Caladeniinae – podplemię roślin z rodziny storczykowatych (Orchidaceae). Obejmuje 11 rodzajów, 2 hybrydy i około 300 gatunków występujących w Azji, Australii i Oceanii.

## Systematyka
Podplemię sklasyfikowane do plemienia Diurideae z podrodziny storczykowych (Orchidoideae) w rodzinie storczykowatych (Orchidaceae), rząd szparagowce (Asparagales) w obrębie roślin jednoliściennych.
Wykaz rodzajów
- Adenochilus Hook.f.
- Aporostylis Rupp & Hatch
- Caladenia R.Br.
- Cyanicula Hopper & A.P.Br.
- Elythranthera (Endl.) A.S.George
- Ericksonella Hopper & A.P.Br.
- Eriochilus R.Br.
- Glossodia R.Br.
- Leptoceras (R.Br.) Lindl.
- Pheladenia D.L.Jones & M.A.Clem.
- Praecoxanthus Hopper & A.P.Br.

Wykaz rodzajów
- × Calassodia M.A.Clem.
- × Cyanthera Hopper & A.P.Br.